# قمچه‌مارواریان
قمچه‌مارواریان (به لاتین: Colubroides)، یک کلاد در زیرراسته مارسانیان Serpentes (مارها) هستند. بیش از ۸۵ درصد از همه گونه‌های موجود مارها را در خود جای داده‌است. بزرگ‌ترین خانواده آن، قمچه‌ماران است، اما دستِ‌کم شش خانواده دیگر را نیز شامل می‌شود، که دستِ‌کم چهار مورد از آنها زمانی پیش از اینکه تبارزایی مولکولی به درک روابط آنها کمک کند، به عنوان خانواده قمچه‌ماران (Colubridae) طبقه‌بندی می‌شدند. مشخص شده‌است که تک‌تبار است.